# 2055
- Wikisource

| Calendário gregoriano                                                        | 2055 MMLV                           |
| Ab urbe condita                                                              | 2808                                |
| Calendário arménio                                                           | 1505 – 1506                         |
| Calendário bahá'í                                                            | 211 – 212                           |
| Calendário budista                                                           | 2599                                |
| Calendário chinês                                                            | 4751 – 4752 Início a 28 de janeiro  |
| Calendário copta                                                             | 1771 – 1772                         |
| Calendário etíope                                                            | 2047 – 2048                         |
| Calendários hindus - Vikram Samvat - Calendário nacional indiano - Cáli Iuga | 2110 – 2111 1976 – 1977 5155 – 5156 |
| Calendário Holoceno                                                          | 12055                               |
| Calendário islâmico                                                          | 1478 – 1479                         |
| Calendário judaico                                                           | 5815 – 5816                         |
| Calendário persa                                                             | 1433 – 1434 Início a 21 de março    |
| Calendário rúnico                                                            | 2305                                |
| Calendário solar tailandês                                                   | 2598                                |

2055 (MMLV, na numeração romana) será um ano comum do século XXI que começará numa sexta-feira, segundo o calendário gregoriano. A sua letra dominical será C. A terça-feira de Carnaval ocorrerá a 2 de março e o domingo de Páscoa a 18 de abril. Segundo o horóscopo chinês, será o ano do Porco, começando a 28 de janeiro.

| Evento                                                   | Data            | Hora  |
| -------------------------------------------------------- | --------------- | ----- |
| Aquário                                                  | 20 de janeiro   | 02:49 |
| Peixes                                                   | 18 de fevereiro | 16:47 |
| primavera no hemisfério norte e outono no hemisfério sul |                 |       |
| Carneiro/equinócio                                       | 20 de março     | 15:28 |
| Touro                                                    | 20 de abril     | 02:08 |
| Gémeos                                                   | 21 de maio      | 00:56 |
| verão no hemisfério norte e inverno no hemisfério Sul    |                 |       |
| Caranguejo/solstício                                     | 21 de junho     | 08:40 |
| Leão                                                     | 22 de julho     | 19:32 |
| Virgem                                                   | 23 de agosto    | 02:48 |
| Outono no Hemisfério Norte e Primavera no Hemisfério Sul |                 |       |
| Balança/equinócio                                        | 23 de setembro  | 00:49 |
| Escorpião                                                | 23 de outubro   | 10:33 |
| Sagitário                                                | 22 de novembro  | 08:26 |
| inverno no hemisfério norte e verão no hemisfério sul    |                 |       |
| Capricórnio/solstício                                    | 21 de dezembro  | 21:55 |

| UTC: Portugal Continental, Madeira, Guiné-Bissau e São Tomé e Príncipe Subtrair (-): 1 h nos Açores e Cabo Verde 2 h nas Ilhas oceânicas brasileiras 3 h em Brasília, em Goiás, na Amazônia Oriental Brasileira e no nordeste, sudeste e sul brasileiros 4 h na Amazônia Ocidental Brasileira, Mato Grosso e Mato Grosso do Sul 5 h no Acre e sudoeste do Amazonas Adicionar (+): 1 h em Angola e Guiné Equatorial 2 h em Moçambique 8 h em Macau 9 h em Timor-Leste. |
| Adicionar uma hora durante a vigência do horário de verão: Portugal Continental : De 28 de março a 31 de outubro de 2055 |

| Ano completo                       |
| ---------------------------------- |
| Ano comum com início à sexta-feira |

## Eventos esperados e previstos
- Ano do Porco, segundo o Horóscopo chinês.

### Datas desconhecidas
- Realização da Copa do Mundo de Futebol Feminino de 2055.